# Jacob Mudenda
Jacob Francis Mudenda es un político y abogado zimbabuense, que se desempeña actualmente como presidente de la Asamblea Nacional de Zimbabue.
Miembro de la Unión Nacional Africana de Zimbabue - Frente Patriótico (ZANU-PF), antes de ingresar a política, cuando Zimbabue se independizó de Reino Unido, fue maestro de escuela y abogado. Mudenda es más conocido por su relación con el expresidente Robert Mugabe, además de su rápido ascenso y estrepitosa caída política después del escándalo de Willowgate.

## Fondo
Jacob Francis Mudenda nació en Zimbabue en 1949. Mudenda realizó varios estudios antes de comenzar su vida laboral. Primero obtuvo una licenciatura en artes de la Universidad de Sudáfrica, mientras se especializaba en inglés y educación. Luego, obtuvo el título de honor en su licenciatura en Derecho en la Universidad de Zimbabue, para después obtener un diplomado de posgrado de Derecho de la Universidad de Zimbabue. Después de obtener otro diplomado en derecho de la Universidad de Zimbabue, Mudenda pasó a ejercer la abogacía y la educación.

## Carrera política temprana
Tras la independencia de Zimbabue del dominio británico, Mudenda fue seleccionado por el régimen de Mugabe como administrador de distrito. Gracias a sus conexiones personales con Mugabe, y a los buenos resultados de su administración, fue ascendido a administrador provincial y a gobernador. En 1984, después de una continua y exitosa carrera política, fue nombrado como primer ministro residente del Gobierno. El nombramiento dejó a Mudenda a cargo de la Provincia de Matabelelandia Norte. En su nuevo puesto, como administrador de la segunda provincia más poblada del país, continuó su ascenso en el círculo cercano de Mugabe. Mientras ocupaba este cargo, Mugabe, y el gobierno de Zimbabue, recibieron críticas por el genocidio conocido como Gukurahundi . La masacre, que se inició en 1983 y se extendió hasta 1987, dejó más de 20 000 muertos, y se considera que Mudenda fue la primera línea de contacto de Mugabe en ese período.

## Escándalo de Willowgate y caída en desgracia
A finales de la década de 1980, Mudenda, junto con otros miembros del gobierno de Zimbabue, estuvieron implicados en un escándalo de corrupción relacionado con la reventa ilegal de automóviles. Mudenda, junto con las otras personas involucradas, compró vehículos a un importador legal extranjero en Willowvale a un precio bajo, y los vendieron a un precio muy inflado. Mugabe y muchos otros políticos participaron en la investigación. Se descubrió que Mudenda ganó más de 100 000 dólares zimbabuenses ($51 000 dólares estadounidenses), mediante la compra y reventa ilegal de vehículos. El escándalo significó la caída en desgracia y el fin de las carreras políticas de muchas personas, incluyendo la del ministro de Asuntos Políticos, incluido Maurice Nyagumbo. Mudenda, sin embargo, pudo regresar a la política después de pasar años en el extranjero sirviendo como funcionario del gobierno de menor rango. En el tiempo que pasó alejado de la política se dedicó a establecer una firma de abogados, Mudenda Attorneys Legal Practitioners, la cual todavía ejerce actualmente en Bulawayo.

## Regreso a la política
En febrero de 2013, Mudenda regresó a la vida pública como presidente de la Comisión de Derechos Humanos de Zimbabue (ZHRC). Su regreso a la política no estuvo exento de controversias; algunos criticaron que el nombramiento de Mudenda no siguió los lineamientos constitucionales. Sin embargo, duró poco en este puesto, ya que el 31 de julio del mismo año fue elegido presidente de la Asamblea Nacional. El 3 de septiembre de 2013, Mudenda asumió el cargo en reemplazo del expresidente Lovemore Moyo. Mudenda ha permanecido en el puesto desde su nombramiento en 2013.